# Оно-но Комати
Оно-но Комати (яп.  小野 小町, около 825 — около 900) — японская поэтесса, одна из шести крупнейших мастеров жанра вака в эпоху Хэйан, входит в Тридцать шесть бессмертных — классический канон японской средневековой поэзии. В выдающейся для японской литературы антологии Огура Хякунин Иссю стихотворение Оно-но Комати включено под номером 9.

## Биография и творчество
О жизни поэтессы известно крайне мало. По предположениям, она родилась в префектуре Акита. Возможно, служила при дворе императора Ниммё. Автор любовной лирики, окружена множеством легенд. Её отец был правителем северной провинции Дэва.

## Признание и посмертная судьба
Стала героиней нескольких драм театра Но, посвященных её жизни в старости. Её любили изображать художники разных эпох. В её честь назван скоростной поезд на железнодорожной линии острова Хонсю, сорт риса и др.
Её имя в японском языке стало нарицательным для красавицы.